# Gabriël Mudaeus

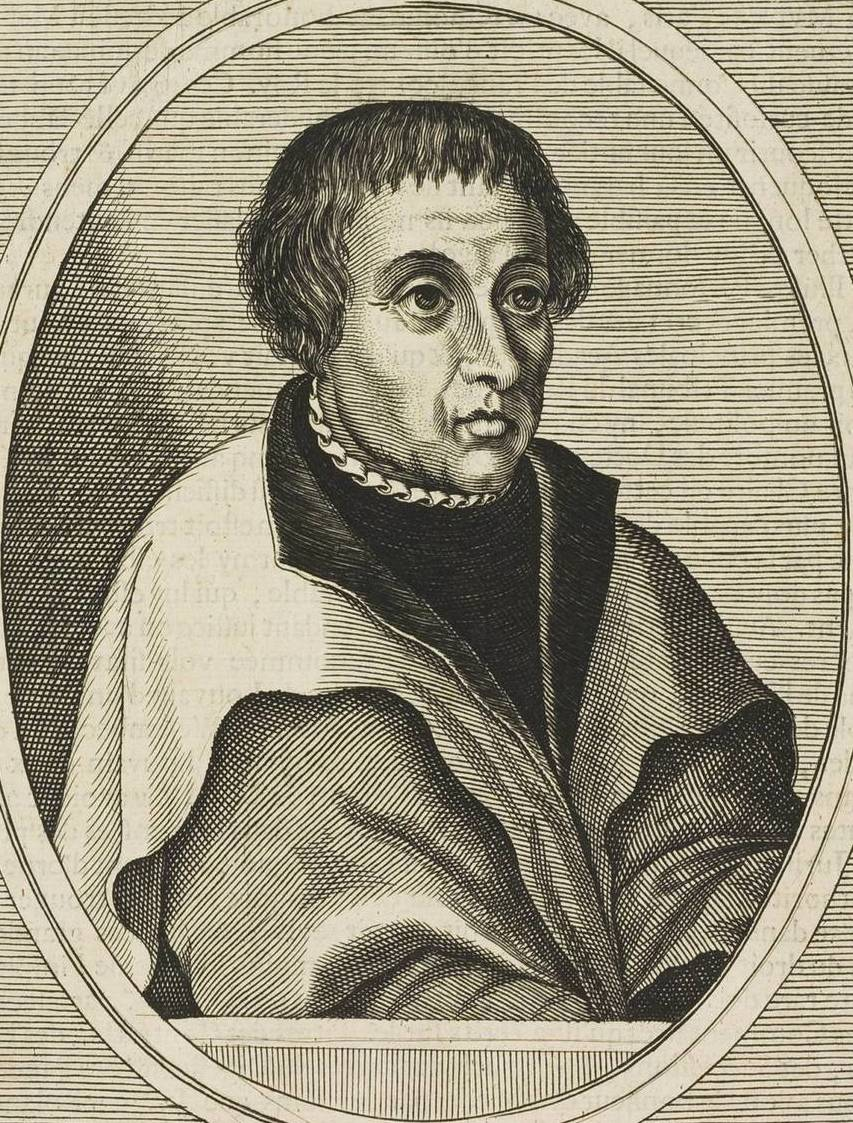
17e-eeuwse portretgravure (detail)

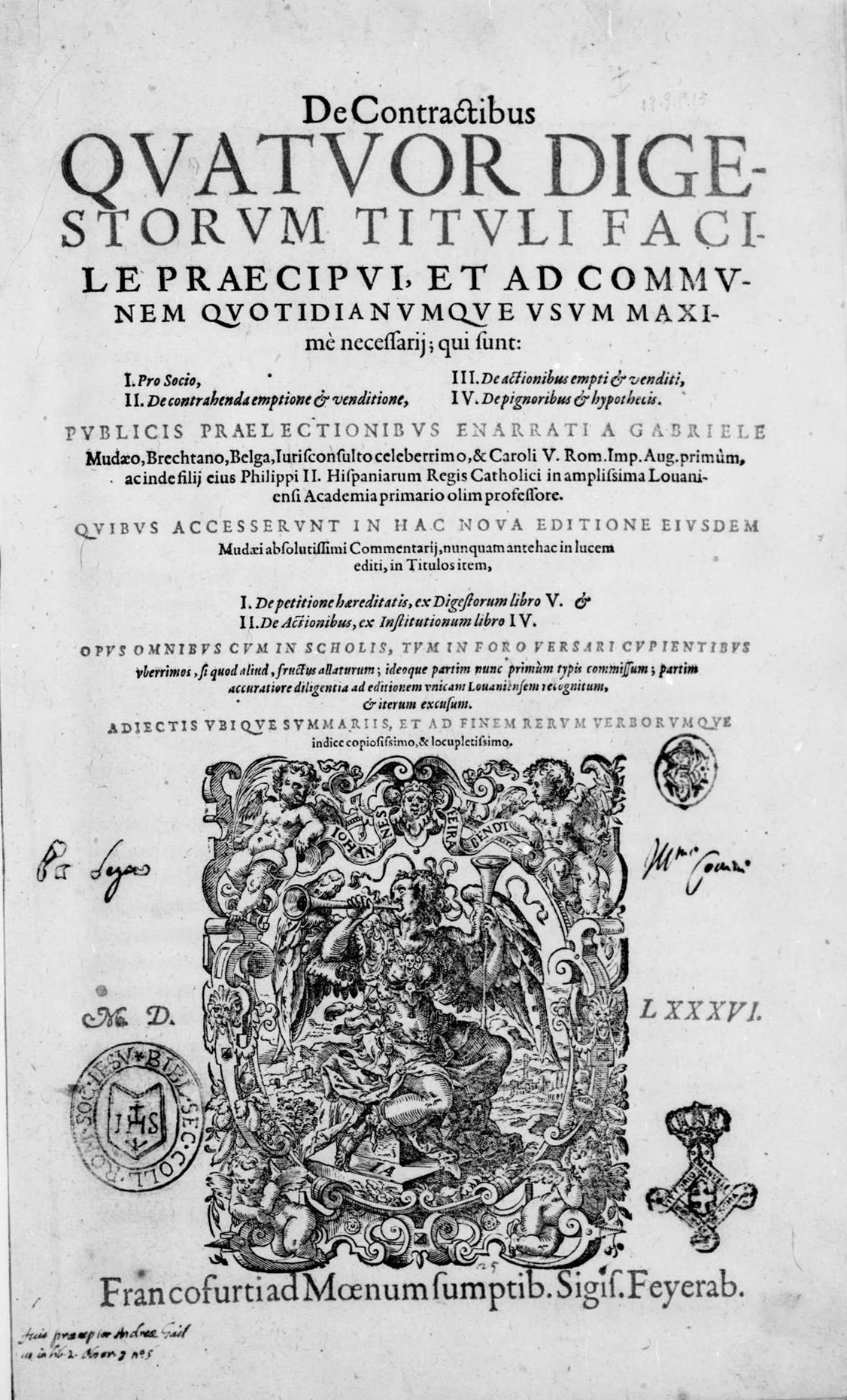
De contractibus, 1586

Gabriël Mudaeus of Gabriël van der Muyden (Brecht, 1500 – Leuven, 21 april 1560) was een Zuid-Nederlands humanist, jurist en professor. Hij wordt beschouwd als de vooraanstaande vernieuwer van het 16de-eeuwse recht in de Nederlanden.

## Rechtsgeleerde
Mudaeus kreeg zijn opleiding van verschillende rechtsfaculteiten in Europa. Waarna hij in 1547 de belangrijkste professor in het Romeinse recht werd aan de universiteit van Leuven. Hij was een tijdgenoot van Juan Luis Vives, Erasmus en paus Adrianus VI, met wie hij geregeld in contact kwam. De meeste van zijn invloedrijke werken werden uitgegeven na zijn overlijden.

## Eerbetoon
In 1865 werd er te Brecht een standbeeld voor hem opgericht. Het was van de hand van de Antwerpse beeldhouwer Joseph Ducaju (1823-1891). Erkenning kreeg hij ook in het Justitiepaleis van Brussel, met een buste in de beeldengalerij.
Het standbeeld in Brecht kwam in 2010 onverwachts ten val en brak middendoor. Deze gebeurtenis haalde op YouTube meer dan 200.000 hits . Daardoor moest de viering rond de figuur van Mudaeus een jaar uitgesteld worden.